# 莫西语
莫西语或莫雷语 (Mooré、Moré、Moshi、Moore或More)是莫西人的民族语，布基纳法索官方认可语言之一。它在布基纳法索有5百万使用者，在马里和多哥有6万使用者。 它与流行在加纳北部的达戈巴尼语关系很近，可以互通。